# Qulleq (Partei)
Qulleq (grönländisch für „Tranlampe“) ist eine politische Partei in Grönland.

## Geschichte
Die Gründung der Partei wurde im November 2022 begonnen und im März 2023 bekanntgegeben. Mitgründer ist Henrik Fleischer, der von 2016 bis 2021 für die Partii Naleraq und später für die Siumut im Inatsisartut saß.
Im Februar 2025 gelang es der Partei, ausreichend Unterschriften einzusammeln, um bei der Parlamentswahl am 11. März antreten zu dürfen. Es gelang bei der Wahl nicht, einen Parlamentssitz zu erreichen.

## Politische Ausrichtung
Qulleq gab bei der Gründung ein zehn Punkte umfassendes Grundsatzprogramm an, das vor allem die grönländische Unabhängigkeit umfasst, die Stärkung grönländischer Identität und Sprache, nachhaltige Ressourcennutzung und die Effektivierung des Außenhandels, eine Steigerung des Bildungsniveaus und die Rückgängigmachung der Kommunalreform von 2009. Damit ist die Partei inhaltlich sehr stark an die Naleraq angelehnt.

## Parteivorsitzende
- seit 2023: Karl Ingemann

## Wahlergebnisse

### Parlamentswahlen
| Wahl | Stimmen | Stimmenanteil | Sitze  | Platz | Folge           |
| ---- | ------- | ------------- | ------ | ----- | --------------- |
| 2025 | 305     | 1,1 %         | 0 / 31 | 6     | nicht vertreten |